# Etnometodologie
Etnometodologie je sociologický směr, který se zaměřuje na analýzu každodenních sociálních interakcí a rozbor metod, které lidé zkoumané skupiny sami používají k tomu, aby porozuměli světu. Zaměřuje se na široké pole společenských jevů, od sekvenční analýzy rozhovoru (konverzační analýza) přes studium praktik sociální kategorizace až po zkoumání pracovních aktivit a zvyklostí. Název směru dal Harold Garfinkel v roce 1967.

## Historie
Za hlavního představitele etnometodologie je považován Harold Garfinkel. Zformuloval hlavní koncept entometodologie na základě analýzy diskuze soudní poroty v případě Chicago v roce 1945. Garfinkel se snažil porozumět, jak se porotci snaží naplňovat podstatu své role. Při studiu etnometodologie si Garfinkel všiml, že metody, které lidé používají, jsou již pevně zakořeněny v jejich jednotlivých přístupech. Na rozdíl od sociologie se entometodologie nezaměřuje jen na vnější sociologické faktory, nýbrž hledá podstatu jednání v jedinci a jeho identitě.

## Charakteristika
Od tradičních sociologických směrů se odlišuje hlavně ve dvojím ohledu:
1. Tradiční sociologie pokládá společenské uspořádání za dané, kdežto etnometodologie je považuje za kulturní výkon zkoumaného společenství a hledá, jak je lidé pozorované skupiny vytvářejí a reprodukují.
2. Tradiční sociologie používá k popisu pozorované společnosti obecné kategorie pozorovatele, kdežto etnometodologie se snaží užívat vlastní kategorie a pojmy pozorované skupiny. Někdy se mluví o „folk categories“.

Pozorovatel, který pozorovanou skupinu chápe, hodnotí a popisuje pojmy a představami své vědy, se totiž velmi často mýlí, protože jednání pozorovaných lidí mu buď připadá nesmyslné, nebo mu podkládá významy, které jsou jim ve skutečnosti cizí. Snaha vidět a popsat společenské jevy, jednání nebo instituce „tak, jak se samy dávají“, „uzávorkovat“ všechny předběžné názory na pozorovanou skutečnost má mnoho společného s programem fenomenologie. Etnometodologie má také blízko k metodám kulturní a sociální antropologie, kde je takový přístup dnes běžný.

## Základní pojmy
- Etnometodologická indiference, neboli lhostejnost ke zkoumanému předmětu, se jako jeden z hlavních etnometodologických přístupů ohrazuje proti tradičním přístupům a předsudkům, které jsou s výzkumnou otázkou spojeny.[3]

- Indexikalita je základní koncepcí etnometodologie. Udává, že význam je vždy spjatý s kontextem, je tedy velice flexibilní a jeho vyznění není fixní. Tato teorie je propojena s jedním z pojetí lingvistiky, který odkazuje na nemožnost porozumět druhému, nevezmeme-li v potaz např. situaci, v níž komunikace probíhá, vnitřní rozpoložení vstupujících subjektů atd.[4]

- Reflexivita na rozdíl od indexikality zdůrazňuje, že kontext sdělení nijak zásadně nedeformuje samotný jednotlivec. Důkazem je samotný fakt, že komunikace může být funkční bez toho, aby vstupující aktéři znali veškerý kontext situace.[4]

- Durkheimův aforismus je sporná otázka, zdali je sociologie ze své podstaty s to být objektivní vědou. Durheim hájí názor, že je objektivita v praxi opravdu základem všech sociologických analýz. Do opozice se potom staví Garfinklova vize, jež upozorňuje, že interpretace sociálních jevů je často spjata s osobou výzkumníka a stává se proto subjektivně zabarvená.[3]

## Kritika
Kritici Garfinkla často poukazují na jistou lhostejnost etnometodologů k sociálnímu řádu v rámci širšího kontextu. Často se také uvádí jistý konflikt etnometodologie s fenomenologií. Garfinkel je obviňován z přebírání fenomenologických konceptů, které následně pouze využívá pro vysvětlení společenského řádu. Fenomenologové taktéž namítají, že některé poznatky etnometodologie jsou jen příklady aplikované fenomenologie. Garfinklovo prohlášení o silném vlivu fenomenologie na etnometodologii má ale v první řadě spíše naznačit propojenost těchto dvou oborů. V tomto smyslu může být čtení fenomenologických textů jednou z cest k pochopení etnometodologickým studiím.

## Ilustrační příklady etnometodologických výzkumů
Etnometodologie staví do popředí metodu výzkumu, při které je pozorovatel zároveň členem komunity, kterou se snaží celistvě pojmout. Tím se mu dostává příležitosti nahlédnout detailněji do hlubších sociálních struktur dané skupiny a lépe pochopit její fungování.
Jednou ze zajímavých metod etnometodologického výzkumu je tzv. breaching. Spočívá v bourání rutin, narušuje běžné mechanismy komunikace a dává jim nový rozměr. V rámci této metody Garfinkel požádal své studenty, aby se po příchodu domů začali chovat jako by byli hosté. Tímto zasáhli do běžného situačního schématu a přirozeně způsobili značné znepokojení mezi rodiči. Toto narušení umožňuje pochopit jisté mechanismy výstavby základních významů, na jejichž základě se členové skupiny chovají, přestože nebyly nikdy výslovně formulovány a byly přijaty zúčastněnými bez bližší analýzy.

## Aplikace
Můžeme také říci, že etnometodologie vychází z náhledu, že i společenské, profesní atd. skupiny představují více méně odlišné subkultury s vlastními sítěmi významů; v důsledku toho bere pozorované společenství, jeho představy a postupy vážně, snaží se na ně dívat bez předsudků a pokud možno očima přímých účastníků. I když se původně inspirovala metodami studia předliterárních, kmenových společností, používá se ke studiu společenství například vědeckých, sportovních nebo vůbec profesních. Navazuje na ni „konverzační analýza“ (Harvey Sacks).

## Souvislosti
Etnometodologie navazuje na sociologické klasiky (zejména E. Durkheima, Maxe Webera a Talcotta Parsonse) a byla dále ovlivněna jazykovým relativismem E. Sapira, fenomenologickou sociologií A. Schutze, symbolickým interakcionismem, Thomasovou koncepcí definice situace a obecně kulturní a sociální antropologií.